# دوري السوبر الإندونيسي 2014
دوري السوبر الإندونيسي 2014 (بالإندونيسية: Liga Super Indonesia 2014)‏ هو موسم من دوري السوبر الإندونيسي. كان عدد الأندية المشاركة فيه 22، وفاز فيه برسيب باندونغ.